# 嘎丁巴尔·察克都尔扎布
嘎丁巴尔·察克都尔扎布（1869年—1915年7月16日），蒙古族，蒙古政治人物。

## 生平
察克都尔扎布1869年出生于外蒙古土谢图汗部左翼后旗（ 戈壁镇国公旗）。其父為该旗札薩克嘎丁巴拉（Гадинбала，或作），是达延汗之子格哷森札札赉尔后裔。从孩提时代起，察克都尔扎布学会了蒙古语、满语，以及历史和公共服务。1895年，在父亲去世后，察克都尔扎布承袭了札萨克镇国公（Засаг Түшээ-гүн）的头衔。
在蒙古民族革命的筹备过程中，在首都成立了临时政府“临时总理喀尔喀事务衙门”，察克都尔扎布任首席大臣，辅佐第八世哲布尊丹巴呼图克图进行细致的准备工作。当清政府注意到外蒙古派赴俄罗斯帝国圣彼得堡的外交使团时，库伦办事大臣三多要求察克都尔扎布对此进行解释。察克都尔扎布答称，蒙古人看到大清帝国发生动乱，乃训练军队，准备参与镇压变乱。
外蒙古宣布独立后，1911年12月30日博克多汗的封赏名单中，察克都尔扎布排名第5位，封赏内容如下：
土谢图汗部（左翼后旗）札萨克镇国公察克都尔扎布，赏土谢图郡王世爵，赐黄缰，并充任朝臣，著授财政大臣之职。

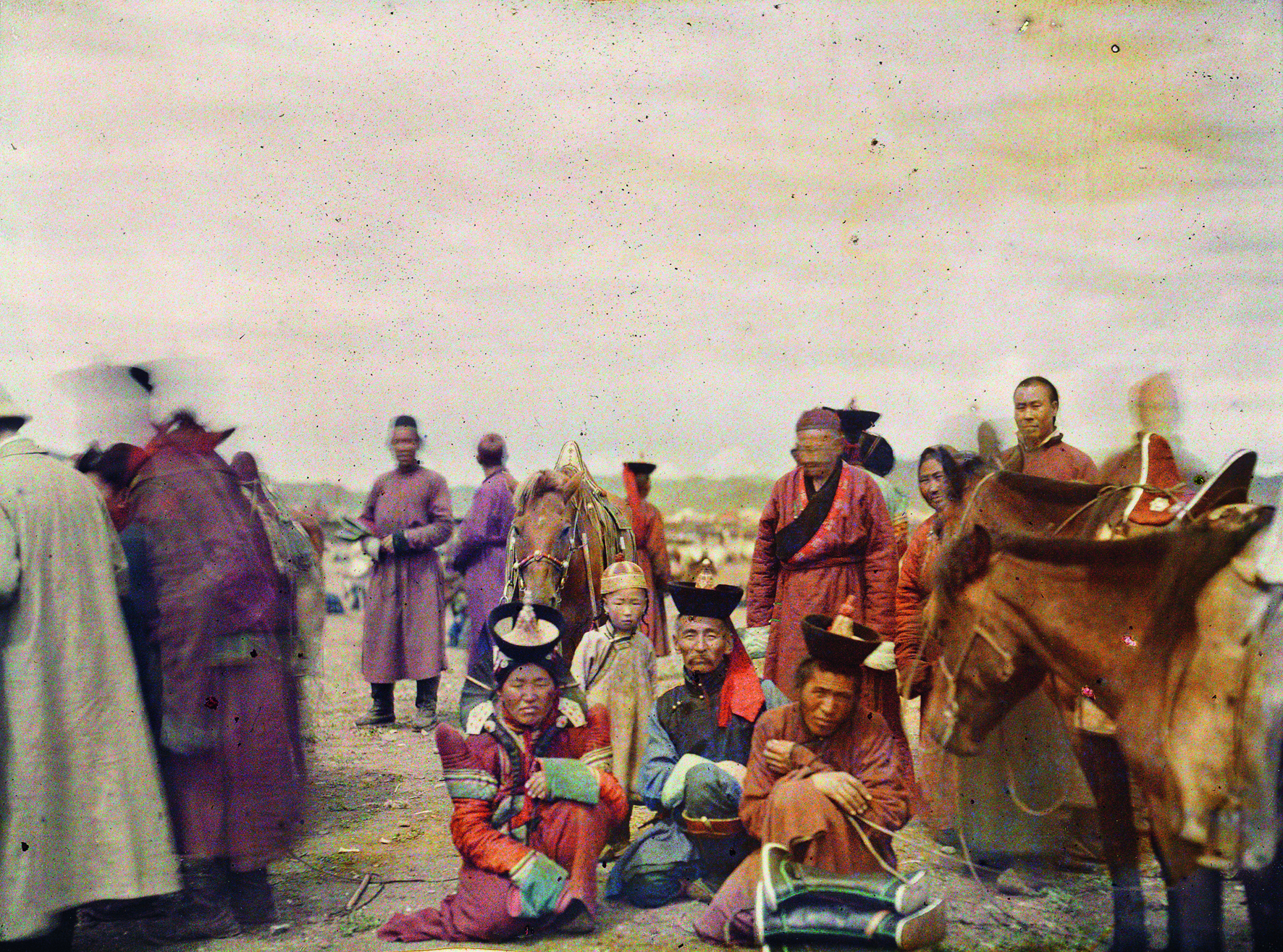
1913年，察克都尔扎布在市场上

1913年，他获得了亲王头衔。1915年，加封双亲王。他组建了蒙古第一个国家银行，並通過限制中國商人和高利贷者的活动，大力打击了蒙古和中国边境进行的菸草和伏特加酒走私，从而使国库充盈。他还控制了在库伦的俄国恰克图金矿公司，并参与组建新的矿业公司“Mongolor”。
1913年，他被任命为南部边境参赞大臣，抵抗试图重新介入外蒙古的中華民國。
作为外蒙古方面代表，他参加了《中俄蒙协约》的谈判，库伦方面放弃了對察罕通古（Цаган-Тунхэ）以西阿爾泰的主張，并从俄国获得了一门大炮，4挺机枪，20,000支步枪，以及弹药。
结束谈判回到库伦后，察克都尔扎布于1915年6月突然病倒，并于7月16日逝世。遗体被安葬在德勒格尔杭盖（Дэлгэрхангай）附近山上。

## 家庭
察克都尔扎布长子奥道剃髮出家，次子喇汗木苏伦继承扎萨克。三个女儿Цээсурэн、Цэвэлсурэн、Дугарсурэн生了很多孩子。